# Франсуа Бурк
Франсуа Бурк (фр. François Bourque, 18 листопада 1984) — канадський гірськолижник, чемпіон світу 2009 року в супергіганті.
Дебютував у 2002. За рік він переміг на чемпіонаті світу серед юніорів 2003 року у супергігантському слаломі. На чемпіонаті світу серед юніорів 2004 став першим у комбінації. 2005 він став третім на етапу Кубка світу у Гарміш-Партеркірхені у супергігантському слаломі. 2006 року він знову став третім, цього разу вже у гігантському слаломі у Альта-Бадії, Італія. На олімпіаді у Турині він став 4-м у гігантському слаломі та 8-м у супергіганті.